# Зорлени (Васлуй)
Зорлени (рум. Zorleni) — коммуна в составе жудеца Васлуй (Румыния).

## Состав
В состав коммуны входят следующие населённые пункты (данные о населении за 2002 год):
- Зорлени (рум. Zorleni) — 5257 жителей
- Попени (рум. Popeni) — 2808 жителей
- Симила (рум. Simila) — 1169 жителей
- Даля Маре (рум. Dealu Mare) — 288 жителей

## География
Коммуна расположена в 239 км к северо-востоку от Бухареста, 41 км к югу от Васлуя, 99 км к югу от  Ясс, 96 км к северо-западу от Галаца.

## Население
По данным переписи населения 2002 года в коммуне проживали 9522 человека.

### Национальный состав
| Национальность | Кол-во человек | Процент |
| -------------- | -------------- | ------- |
| Румыны         | 9466           | 99,4%   |
| Цыгане         | 56             | 0,6%    |

### Родной язык
| Язык      | Кол-во человек | Процент |
| --------- | -------------- | ------- |
| Румынский | 9519           | > 99,9% |
| Немецкий  | 1              | < 0,1%  |
| Русский   | 1              | < 0,1%  |

### Вероисповедание
| Вероисповедание | Кол-во человек | Процент |
| --------------- | -------------- | ------- |
| Православные    | 9419           | 98,9%   |
| Пятидесятники   | 48             | 0,5%    |
| Лютеране        | 21             | 0,2%    |
| Бретрены        | 19             | 0,2%    |
| Адвентисты      | 12             | 0,1%    |
| Реформаты       | 1              | < 0,1%  |
| Не указали      | 1              | < 0,1%  |

## Политика
По результатам местных выборов 2016 года, местный совет коммуны состоит из 15 депутатов следующих партий:
| Партия                          | Количество депутатов |
| ------------------------------- | -------------------- |
| Социал-демократическая партия   | 13                   |
| Национальная либеральная партия | 2                    |